# Pseudagrion
Pseudagrion là một chi chuồn chuồn kim trong họ Coenagrionidae với hơn 140 loài. 

## Các loài
Chi này gồm các loài:
- Pseudagrion acaciae Förster, 1906 - Green-naped Sprite[1]
- Pseudagrion aguessei Pinhey, 1964
- Pseudagrion alcicorne Förster, 1906
- Pseudagrion ambatoroae Aguesse, 1968
- Pseudagrion ampolomitae Aguesse, 1968
- Pseudagrion andamanicum Fraser, 1924
- Pseudagrion angolense Selys, 1876
- Pseudagrion apicale Schmidt, 1951
- Pseudagrion approximatum Schmidt, 1951
- Pseudagrion arabicum Waterston, 1980
- Pseudagrion assegaii Pinhey, 1950 - Spearhead Sprite[1]
- Pseudagrion aureofrons Tillyard, 1906 - Gold-fronted Riverdamsel[2]
- Pseudagrion azureum Needham & Gyger, 1939
- Pseudagrion basicornu Schmidt, 1936
- Pseudagrion bernardi Terzani & Carletti, 2001
- Pseudagrion bicoerulans Martin, 1906
- Pseudagrion bidentatum Morton, 1907
- Pseudagrion buenafei Müller, 1996
- Pseudagrion caffrum (Burmeister, 1839) - Springhead Sprite[1]
- Pseudagrion calosomum Lieftinck, 1936
- Pseudagrion camerunense (Karsch, 1899)
- Pseudagrion celebense Lieftinck, 1937
- Pseudagrion cheliferum Fraser, 1949
- Pseudagrion chloroceps Fraser, 1953
- Pseudagrion cingillum (Brauer, 1869) - Norther Riverdamsel[2]
- Pseudagrion citricola Barnard, 1937 - Yellow-faced Sprite[1]
- Pseudagrion civicum Lieftinck, 1932
- Pseudagrion coarctatum Lieftinck, 1932
- Pseudagrion coelestis Longfield, 1947 - Catshead Sprite[1]
- Pseudagrion coeruleipunctum Pinhey, 1964
- Pseudagrion commoniae Förster, 1902 - Black Sprite, Mourning Spite[1]
- Pseudagrion coomansi Lieftinck, 1937
- Pseudagrion coriaceum Selys, 1876
- Pseudagrion crocops Selys, 1876
- Pseudagrion cyathiforme Pinhey, 1973
- Pseudagrion daponshanensis Zhou & Zhou, 2007
- Pseudagrion deconcertans Aguess, 1968
- Pseudagrion decorum (Rambur, 1842)
- Pseudagrion deningi  Pinhey, 1961
- Pseudagrion dispar Schmidt, 1951
- Pseudagrion divaricatum Schmidt, 1951
- Pseudagrion draconis Barnard, 1937 - Mountain Sprite[1]
- Pseudagrion dundoense Longfield, 1959
- Pseudagrion emarginatum Karsch, 1893
- Pseudagrion epiphonematicum Karsch, 1891
- Pseudagrion estesi  Pinhey, 1971
- Pseudagrion evanidum Needham & Gyger, 1939
- Pseudagrion farinicolle Lieftinck, 1932
- Pseudagrion fisheri Pinhey, 1961
- Pseudagrion flavipes Sjöstedt, 1900
- Pseudagrion fumipennis Polhemus, Michalski & Richards, 2008
- Pseudagrion furcigerum (Rambur, 1842) - Palmiet Sprite, Cape Sprite[1]
- Pseudagrion gamblesi Pinhey, 1978 - Great Sprite[1]
- Pseudagrion giganteum Schmidt, 1951
- Pseudagrion gigas Schmidt in Ris, 1936
- Pseudagrion glaucescens Selys, 1876
- Pseudagrion glaucoideum Schmidt, 1936
- Pseudagrion greeni Pinhey, 1961
- Pseudagrion grilloti Legrand, 1987
- Pseudagrion guichardi Kimmins, 1958
- Pseudagrion hageni Karsch, 1893 - Painted Sprite[1]
- Pseudagrion hamoni Fraser, 1955 - Drab Sprite[1]
- Pseudagrion hamulus Schmidt, 1951
- Pseudagrion helenae Balinsky, 1964
- Pseudagrion hypermelas Selys, 1876
- Pseudagrion igniceps Fraser, 1953
- Pseudagrion ignifer Tillyard, 1906 - Flame-headed Riverdamsel[2]
- Pseudagrion incisurum Lieftinck, 1949
- Pseudagrion inconspicuum Ris, 1931
- Pseudagrion indicum Fraser, 1924
- Pseudagrion ingrid Theischinger, 2000
- Pseudagrion inopinatum Balinsky, 1971 - Badplaas Sprite[1]
- Pseudagrion jedda Theischinger & Watson, 1991 - Dusky Riverdamsel[2]
- Pseudagrion kaffinum Consiglio, 1978
- Pseudagrion kersteni (Gerstäcker, 1869) - Powder-striped Sprite[1]
- Pseudagrion kibalense Longfield, 1959
- Pseudagrion laidlawi Fraser, 1922
- Pseudagrion lalakense Orr & van Tol, 2001
- Pseudagrion lindicum Grünberg, 1902
- Pseudagrion lucidum Schmidt, 1951
- Pseudagrion lucifer Theischinger, 1997 - Citrine-headed Riverdamsel[2]
- Pseudagrion macrolucidum Aguesse, 1968
- Pseudagrion makabusiense Pinhey, 1950 - Makabusi Sprite[1]
- Pseudagrion malabaricum Fraser, 1924
- Pseudagrion malagasoides Pinhey, 1973
- Pseudagrion malgassicum Schmidt, 1951
- Pseudagrion mascagnii Terzani & Marconi, 2004
- Pseudagrion massaicum Sjöstedt, 1909
- Pseudagrion melanicterum Selys, 1876
- Pseudagrion mellisi Schmidt, 1951
- Pseudagrion merina Schmidt, 1951
- Pseudagrion microcephalum (Rambur, 1842) - Blue Riverdamsel[2]
- Pseudagrion mohelii Aguesse, 1968
- Pseudagrion newtoni Pinhey, 1962 - Harlequin Sprite[1]
- Pseudagrion nigripes Schmidt, 1951
- Pseudagrion nigrofasciatum Lieftinck, 1934
- Pseudagrion niloticum Dumont, 1978
- Pseudagrion nubicum Selys, 1876
- Pseudagrion olsufieffi Schmidt, 1951
- Pseudagrion pacificum Tillyard, 1924
- Pseudagrion palauense Lieftinck, 1962
- Pseudagrion pelecotomum Lieftinck, 1932
- Pseudagrion perfuscatum Lieftinck, 1937
- Pseudagrion pilidorsum (Brauer, 1868)
- Pseudagrion pontogenes Ris, 1915
- Pseudagrion pruinosum (Burmeister, 1839)
- Pseudagrion pterauratum Aguesse, 1968
- Pseudagrion punctum (Rambur, 1842)
- Pseudagrion renaudi Fraser, 1953
- Pseudagrion risi Schmidt in Ris, 1936
- Pseudagrion rubriceps Selys, 1876
- Pseudagrion rufocinctum Pinhey, 1956
- Pseudagrion rufostigma Longfield, 1947
- Pseudagrion salisburyense Ris, 1921 - Slate Sprite[1]
- Pseudagrion samoensis Fraser, 1925
- Pseudagrion schmidtianum Lieftinck, 1936
- Pseudagrion serrulatum Karsch, 1894
- Pseudagrion seyrigi Schmidt, 1951
- Pseudagrion silaceum Lieftinck, 1932
- Pseudagrion simile Schmidt, 1951
- Pseudagrion simonae Legrand, 1987
- Pseudagrion simplicilaminatum Carletti & Terzani, 1997
- Pseudagrion sjoestedti Förster, 1906
- Pseudagrion spencei Fraser, 1922
- Pseudagrion spernatum Selys, 1881
- Pseudagrion spinithoracicum Legrand, 1981
- Pseudagrion starreanum Lieftinck, 1949
- Pseudagrion stuckenbergi Pinhey, 1964
- Pseudagrion sublacteum (Karsch, 1893) - Riffle Sprite[1]
- Pseudagrion sudanicum Le Roi, 1915
- Pseudagrion superbum Fraser, 1956
- Pseudagrion symoensii Pinhey, 1967
- Pseudagrion syriacum Selys, 1887
- Pseudagrion thenartum Fraser, 1955
- Pseudagrion tinctipenne Fraser, 1951
- Pseudagrion torridum Selys, 1876
- Pseudagrion tricornis Pinhey, 1967
- Pseudagrion trigonale Schmidt, 1951
- Pseudagrion umsingaziense Balinsky, 1963
- Pseudagrion ungulatum Fraser, 1951
- Pseudagrion ustum Selys, 1876
- Pseudagrion vaalense Chutter, 1962
- Pseudagrion vakoanae Aguesse, 1968
- Pseudagrion vumbaense Balinsky, 1963
- Pseudagrion williamsoni Fraser, 1922

## Hình ảnh

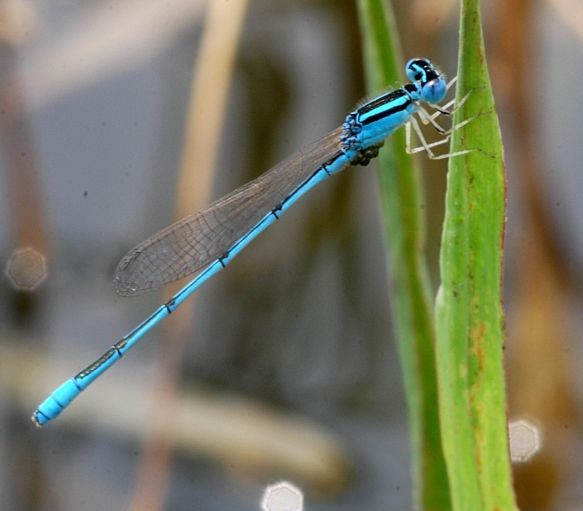